# Lenina Wielka
Lenina Wielka (ukr. Велика Лінина) – wieś w rejonie samborskim (wcześniej w rejonie starosamborskim) obwodu lwowskiego Ukrainy. Wieś liczy około 1299 mieszkańców. Leży nad rzeką Leniną. Jest siedzibą silskiej rady pod którą podlega też Ławrów. Pierwsza wzmianka o miejscowości pochodzi z 1495.
We wsi urodził się Jan Towarnicki (lekarz i filantrop).
W 1921 r. liczyła około 1296 mieszkańców. Przed II wojną światową należała do powiatu starosamborskiego w województwie lwowskim.

## Ważniejsze obiekty
- Cerkiew greckokatolicka